# Розенфельд Ірина Олександрівна
 Ірина Олександрівна Розенфельд  (10 грудня 1988, Керч) — українська співачка, володар премії «Золота шарманка».

## Біографія
З 1996 по 2003 Ірина вчилася в Кримському республіканському ліцеї мистецтв на вокально-хоровому відділенні. Виконувала твори з естрадно-симфонічним і камерним оркестрами ліцею. Сама пише музику, складає різні п'єси і мелодії. У репертуарі є кілька авторських пісень. Посіла 3 місце на республіканському конкурсі «Юний композитор» в 1998 році.
Ірина — дійсний член Кримської Малої академії мистецтв і народних ремесел.
Ірина — переможець і лауреат понад тридцять міжнародних, всеукраїнських і республіканських конкурсів та фестивалів по вокальному мистецтву (має близько 40 грамот і дипломів). Володар п'яти нагород гран-прі. За перемоги на дитячих конкурсах неодноразово нагороджувалася державним комітетом молодіжної політики, спорту і туризму путівками в МДЦ «Артек».
Як лауреат першої премії «Чорноморських ігор», Ірина брала участь у благодійному турі по містам України.
У 2003 році дебютувала в першому для себе великомасштабному мюзиклі «Екватор». Виконувала роль сестри головної героїні мюзиклу і провідні вокальні партії.
У 2005 році як артистка-вокалістка працювала в національному концертному оркестрі естрадної та симфонічної музики Республіки Білорусь під управлінням М. Фінберга. Брала участь у «Золотому шлягері».
У грудні 2007 року відзначена музичною нагородою «Золота шарманка». Співпрацює з балетом А-6. Працювала в мюзиклі за Бобу Фосс, зі студією «95-й квартал», командою КВН ПП. Брала участь у концертних програмах із зірками української та російської естради.
У 2008 році, представляючи Росію на фестивалі «Нова хвиля», отримала другу премію, і спеціальний приз від Лайми Вайкуле, як найстильніша учасниця.
У 2009 році знялася в епізодичній ролі в російському трилері «Пастка» і короткометражному фільмі в підтримку кампанії проти СНІДу та наркозалежності «Обійми мене».
У 2011 році Ірина Розенфельд підтримала благодійну акцію «Милосердний Валентин», яку з 24 січня по 14 лютого проводили благодійний фонд «Відкриті серця України» і «Перший інвестиційний Банк». Всі зібрані під час акції кошти були спрямовані на придбання обладнання для діагностування серцево-судинних хвороб і передані в Науково-практичний медичний центр дитячої кардіології та кардіохірургії МОЗ України. Так само в Росії вийшов новий телесеріал «Пончик Люся», де звучить саундтрек авторської пісні «Forever», у виконанні Ірини Розенфельд.
У 2012 у в Росії вийшов телесеріал «Жіночий лікар» з її участю. У цьому ж році Ірина знову підтримала благодійну акцію «Милосердний Валентин».

## Освіта
- КРУВКІ «Ліцей Мистецтв» (вокально-хорове відділення)
- Київське державне вище музичне училище імені Глієра (естрадний вокал)
- Київський державний коледж естрадного та циркового мистецтв (естрадний вокал), закінчила з червоним дипломом
- Державна академія керівних кадрів культури та мистецтва (естрадний вокал)

## Фестивалі та конкурси
- 1 премія на фестивалі «Чорноморські ігри»
- 1 премія на фестивалі «Пісенний вернісаж»
- 2 премія на міжнародному конкурсі «Світ для молодих», Угорщина
- Гран-прі в номінації «Надія України» в рамках конкурсу «Крок до зірок»
- 1 премія на конкурсі сучасної ізраїльської пісні в Україні
- Гран-прі фестивалю «Асамблея 2002»
- Лауреат 7-го Московського міжнародного фестивалю дитячої та юнацької художньої творчості «Запали свічку»
- Гран-прі на Міжнародному конкурсі мистецтв «Надія», Київ—Нью-Йорк—Єрусалим
- Фіналістка Національного відбіркового конкурсу Євробачення 2006, посіла друге місце після Тіни Кароль[2]
- 2 премія на Міжнародному конкурсі-фестивалі гумору та естрадного мистецтва «Москва -Ялта- Транзит»[1] в Ялті
- 2 премія і спецприз Лайми Вайкуле на Міжнародному естрадному конкурсі молодих виконавців «Нова хвиля 2008» у Юрмалі[3]
- Фіналістка Національного відбору на конкурсі пісні Євробачення 2010
- Фіналістка українського шоу «Україна сльозам не вірить»

## Кліпи
- 2010 — «Батько Шоубізу»